# Карлајл (Арканзас)
Карлајл (енгл. Carlisle) град је у америчкој савезној држави Арканзас.

## Демографија
По попису из 2010. године број становника је 2.214, што је 90 (-3,9%) становника мање него 2000. године.
| Група             | 2000.         | 2010.         |
| Белци             | 1.982 (86,0%) | 1.877 (84,8%) |
| Афроамериканци    | 287 (12,5%)   | 276 (12,5%)   |
| Азијати           | 5 (0,2%)      | 5 (0,2%)      |
| Хиспаноамериканци | 13 (0,6%)     | 31 (1,4%)     |
| Укупно            | 2.304         | 2.214         |